# Bactridium divisum
Bactridium divisum es una especie de coleóptero de la familia Monotomidae.

## Distribución geográfica
Habita en Guatemala.